# جون سافاج (سياسي)
جون سافاج (بالإنجليزية: John Savage)‏ هو قاضي ومحامي وسياسي أمريكي، ولد في 22 فبراير 1779 في الولايات المتحدة، وتوفي في 19 أكتوبر 1863 في أوتيكا في الولايات المتحدة. حزبياً، نشط في الحزب الديمقراطي. وقد انتخب عضو جمعية ولاية نيويورك وانتخب عضو مجلس النواب الأمريكي.